# SMS Möwe (1914)
SMS Möwe (нем. Möwe — чайка) — германский вспомогательный крейсер времён Первой мировой войны, успешно действовавший в качестве рейдера против торгового судоходства стран Антанты. На минах, выставленных крейсером, подорвался и затонул устаревший британский линкор HMS King Edward VII. Один из пароходов, потопленных рейдером, унёс на дно груз ископаемых остатков коритозавра, возраст которых оценивается в 75 миллионов лет.

## Строительство
Построен в 1914 году на немецкой верфи Tecklenborg в Бремерхафене как банановоз Pungo (4788 брт) для Afrikanische Fruchtkompanie. Совершал рейсы из германской колонии Камерун в метрополию. В 1915 году реквизирован флотом.

## Переоборудование во вспомогательный крейсер
21 сентября 1915 года германский морской офицер Николаус цу Дона-Шлодин получил приказ найти подходящее судно и переоборудовать его во вспомогательный крейсер, способный также действовать в качестве минного заградителя.
Выбор пал на Pungo, получивший новое имя SMS Möwe. Корабль вооружили четырьмя 150-мм и одним 105-мм орудиями, двумя 500-мм торпедными аппаратами. Кроме того, на борт были погружены 500 морских мин. Командиром корабля стал всё тот же Дона-Шлодин.
Первоначальной задачей вспомогательного крейсера была постановка минных заграждений, и только после её выполнения Дона-Шлодин мог заняться рейдерскими операциями.

## Служба

### Первый поход (декабрь 1915—март 1916)
29 декабря 1915 года Möwe отправился в первый поход, главной целью которого была постановка мин в проливе Пентленд-Ферт, отделяющим Оркнейские острова от основной части Шотландии, вблизи Скапа-Флоу — главной базы британского Home Fleet. Минное поле было выставлено в суровых условиях, однако труды не пропали даром — 6 января 1916 года на нём подорвался и затонул устаревший линкор HMS King Edward VII. Завершив установку мин, Möwe направился вдоль западного побережья Ирландии в сторону Франции. В эстуарии Жиронды было выставлено второе минное поле, на котором впоследствии подорвались два судна.
Завершив минные постановки, рейдер направился в Атлантику, в которой поначалу действовал в районе между Испанией и Канарскими островами, а затем — у берегов Бразилии.
16 января 1916 года в 120 милях южнее Мадейры рейдер встретил вооружённое английское судно Clan Mactavish и потопил его в ходе боя.
За три месяца рейдерства SMS Möwe перехватил 15 судов противника, 2 из которых (Appam и Westburn) были отправлены в Германию в качестве призов, а остальные — потоплены. Общий тоннаж потопленных судов составил 159 400 тонн. 4 апреля 1916 года корабль вернулся в Германию, где моряки были встречены как герои.

### Действия в проливе Каттегат летом 1916
С 6 марта по 6 мая 1916 года SMS Möwe ремонтировался на императорской верфи Вильгельмсхафена, где был переименован в Vineta по соображениям секретности. После ремонта крейсер перевели по Каналу кайзера Вильгельма в Балтийское море.
С 12 июня по 16 июня и с 25 по 29 июля Vineta совершил два рейса к берегам Норвегии, действуя в проливе Каттегат против английского судоходства. Первый рейд был безрезультатным, второй же принёс единственный приз — британский пароход Eskimo, препровождённый в Свинемюнде. Третий рейд (с 20 по 23 августа) также оказался безрезультатным. По его завершении на корабль поступил приказ готовиться к следующему большому походу.

### Второй поход (ноябрь 1916—март 1917)
22 ноября 1916 года Möwe отправился во второй поход, оказавшийся ещё более успешным.
6 декабря 1916 года рейдер потопил канадский пароход Mount Temple, на борту которого находились ископаемые остатки коритозавра. Груз возрастом 75 миллионов лет и поныне (2011 год) покоится на глубине 4375 метров.
10 марта 1917 года рейдер вступил в бой с вооружённым новозеландским пароходом SS Otaki, капитан которого отказался сдаться. В ходе боя Möwe получил серьёзные повреждения, что вынудило командира крейсера ускорить возвращение в Германию.
22 марта 1917 года Möwe вернулся в Германию, благополучно прорвав британскую морскую блокаду. За 4 месяца рейдерства в Атлантике были потоплены или захвачены 25 судов (всего 123 265 брт).

### Участие в пропаганде
Успешные походы рейдера привлекли к нему и его команде пристальное внимание имперской пропаганды. В 1917 году был снят пропагандистский фильм «Graf Dohna und seine Möwe», часть кадров которого дошла до наших дней.

### Дальнейшая судьба

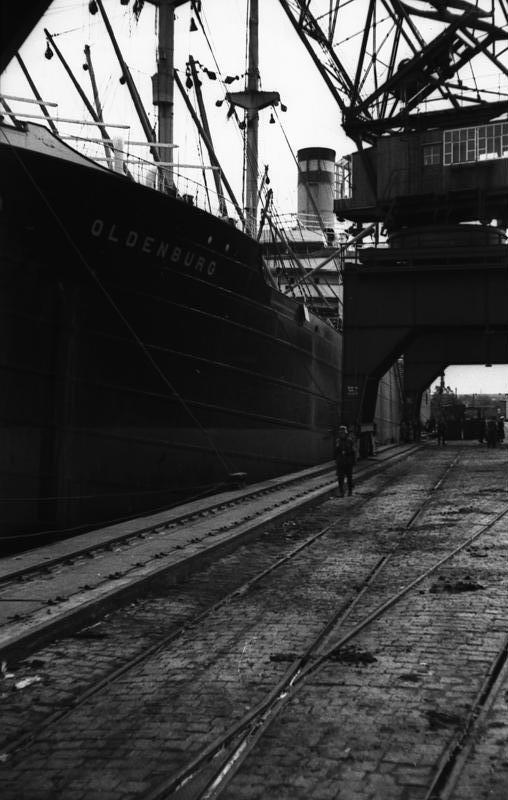
Oldenburg на разгрузке в Гдыне. 1939 год.

Возвратившийся из похода крейсер решили не подвергать дальнейшему риску в океане, посчитав, что корабль весьма полезен для пропаганды. Корабль перебазировали на Балтийское море, используя поначалу в роли корабля снабжения подводных лодок, а затем в качестве вспомогательного минного заградителя (1918 год). После подписания Версальского договора корабль был передан Великобритании как военный трофей, после чего был превращён в грузовое судно и переименован в Greenbrier. В 1933 году судно вернулось в Германию, получив новое имя — Oldenburg. Под этим именем оно и прослужило почти до самого конца Второй мировой войны. 7 апреля 1945 года Oldenburg был торпедирован авиацией Союзников в норвежских водах и вскоре затонул неподалёку от деревни Вадхейм (губерния Согн-ог-Фьюране).

### Командиры
- Корветтен-капитан Николаус цу Дона-Шлодин — с ноября 1915 по март 1917.
- Капитан-лейтенант Вольф — с марта по декабрь 1917.
- Капитан-лейтенант Лаутербах (нем. Lauterbach).